# Шопине
Шо́пине — село в Україні, у Дергачівській міській громаді Харківського району Харківської області. Населення становить 0 осіб. До 2020 орган місцевого самоврядування — Токарівська сільська рада.
Станом на 2005 рік повністю вимерло.

## Географія
Село Шопине знаходиться біля витоків Балки Комишувахи, яка через 8 км впадає в річку Лопань (ліва притока), на річці багато загат, нижче за течією на відстані 0,5 км село Кочубеївка, за 1 км — село Гоптівка, за 2 км проходить автомобільна дорога М20.

## Населення

### Мова
Розподіл населення за рідною мовою за даними перепису 2001 року:
| Мова       | Кількість | Відсоток |
| ---------- | --------- | -------- |
| українська | 4         | 80%      |
| російська  | 1         | 20%      |
| Усього     | 5         | 100%     |

## Історія
12 червня 2020 року, розпорядженням Кабінету Міністрів України № 725-р «Про визначення адміністративних центрів та затвердження територій територіальних громад Харківської області», увійшло до складу Дергачівської міської громади.
19 липня 2020 року, в результаті адміністративно-територіальної реформи та ліквідації Дергачівського району, село увійшло до складу Харківського району.